# 格鲁吉亚武装部队
格鲁吉亚武装部队（格鲁吉亚语：საქართვჃვმოს თავდაცვის ძალები，罗马化：sakartvelos tavdatsvis dzalebi）是格鲁吉亚的联合军事力量，任务是捍卫国家的独立，主权和领土完整。它们由陆军、空军、国民警卫队组成。武装部队由格鲁吉亚国防部长全面领导，由格鲁吉亚总统直接领导。

## 历史
格魯吉亞在蘇聯統治末期的茲維亞德·加姆薩胡爾季阿時代就擁有很強的獨立傾向，因此部隊與當地蘇聯軍队的關係並不密切。並於發布獨立宣言前的1990年12月，為了與蘇聯中央對抗而組織了格魯吉亞國家警備隊，也因此並未從蘇聯軍队而是由民間徵集志願兵，裝備則為前蘇聯製。在1992年前蘇聯解體後，格魯吉亞也獲得部分前蘇聯的重武器。而回到格魯吉亞的前蘇聯軍人也以個人身分加入部隊，在谢瓦尔德纳泽当政时期，俄罗斯当局为联合谢瓦尔德纳泽对抗加姆萨胡尔季阿，也曾援助给格鲁吉亚一部分装备。
國家警備部隊通常擔任維持國内治安的工作，此部隊也投入陷入民族紛爭導致政治經濟混亂的南奧塞提亞與阿布哈茲。而因為格魯吉亞内務部也擁有維持國内治安維持的武装部隊Mkhedrioni，不但任務相當又常成為上層階級的私兵，難免引起社會混亂。。
1990年代中期，政治經濟混亂與内戰導致格魯吉亞兵力大幅下降，國家警備部隊於1994年改歸國防部指揮，以此為母體開始三軍戰力組建。
另外，格魯吉亞常向西方集團要求軍事援助，2000年代後北約諸國（特別是美國）的援助增加，以此進行軍隊改革與再教育。

### 2008年南奧塞梯戰爭
2008年8月1日，南奧塞梯與格魯吉亞雙方在邊境開始有零星軍事衝突，雙方互控對方違反停火協定。3日起，衝突加劇，南奧塞梯開始將首府茨欣瓦利居民疏散至北奧塞梯。8月7日深夜至8日凌晨，也就是在2008年北京奧運正式開幕前夕，格魯吉亞出兵突襲南奧塞梯，包圍並砲擊首府茨欣瓦利。南奧塞梯方面指責喬治亞在冲突地区集结重型武器，並突襲該地，違反了幾個小時前自行宣布的片面停火聲明，也破壞了維和任務。西方媒體則認為，格魯吉亞出兵原因在於俄羅斯違反維和的初衷，支持南奧塞梯政府長期挑釁喬治亞，設置炸彈攻擊格魯吉亞警察，甚至暗殺親格魯吉亞的當地政治領袖所致。
在格魯吉亞包圍茨欣瓦利後，支持南奧塞梯的俄羅斯除派出上百輛坦克，逾萬名士兵借道北奧塞梯進入南奧塞梯，與格魯吉亞軍隊展開激烈交火，並對格魯吉亞本土展開空襲。同时，同為實質獨立地區的阿布哈茲也对格魯吉亞宣战，俄軍也同時派兵進入阿布哈茲，並以海軍封鎖格魯吉亞港口。根據俄羅斯官方的說法，有1500個平民與15個俄军維和士兵遭殺害。格魯吉亞方面則表示，已經有兩千人在戰鬥中喪生。雙方彼此互控種族屠殺。
格魯吉亞在8月10日下午表示，在俄羅斯猛力轟炸下，格魯吉亞部隊週日已經撤離南奧塞梯首府茨欣瓦利，重新部署在其他地點。格魯吉亞也宣布開始撤軍，雖然格魯吉亞部隊依然留在南奧塞提亞境內，不過已經退到上星期衝突爆發以前的防守線，希望交戰雙方能停止軍事行動。而此時的茨欣瓦利經三日戰火，已形同廢墟。雖然同意停火，俄羅斯部隊仍進一步越過南奧塞梯邊境進入格魯吉亞本土，佔領交通要道哥里並切斷格魯吉亞連結東西方的公路，且一度向首都提比里斯進軍，也封锁了格魯吉亞的主要港口波季。雙方互控對方違反停火協議。
格林威治時間8月14日上午8時左右，俄軍開始由格魯吉亞邊境重鎮哥里撤退。不過直至8月16日，俄軍仍駐紮在格魯吉亞首都提比里斯30公里之外的公路上，並控制了進入哥里的主要檢查哨，該檢查哨距離提比里斯約六十公里。21日，俄羅斯宣布將依照法國提出的六點和平方案，在23日前將部隊撤離格魯吉亞，不過俄羅斯認為在格魯吉亞和南奧塞梯衝突地帶劃定所謂供維和人員（即俄軍）活動的緩衝地帶是合法的，且不打算放棄這些位於格魯吉亞境內的緩衝地帶。而由於破壞了維和任務，格魯吉亞沒有道德權利或者其它任何權利提出條件，這些地區將不會有格魯吉亞維和人員。格魯吉亞則指責這些仍留在喬治亞本土的俄國所謂維和部隊，與他們成立的檢查哨，破壞了六點和平協議。
这次战争共造成格鲁吉亚军队215人死亡、1469人受伤；俄罗斯军队74人死亡，171人负伤，19人失踪，以及约1600南奥塞梯平民死亡。

## 指揮

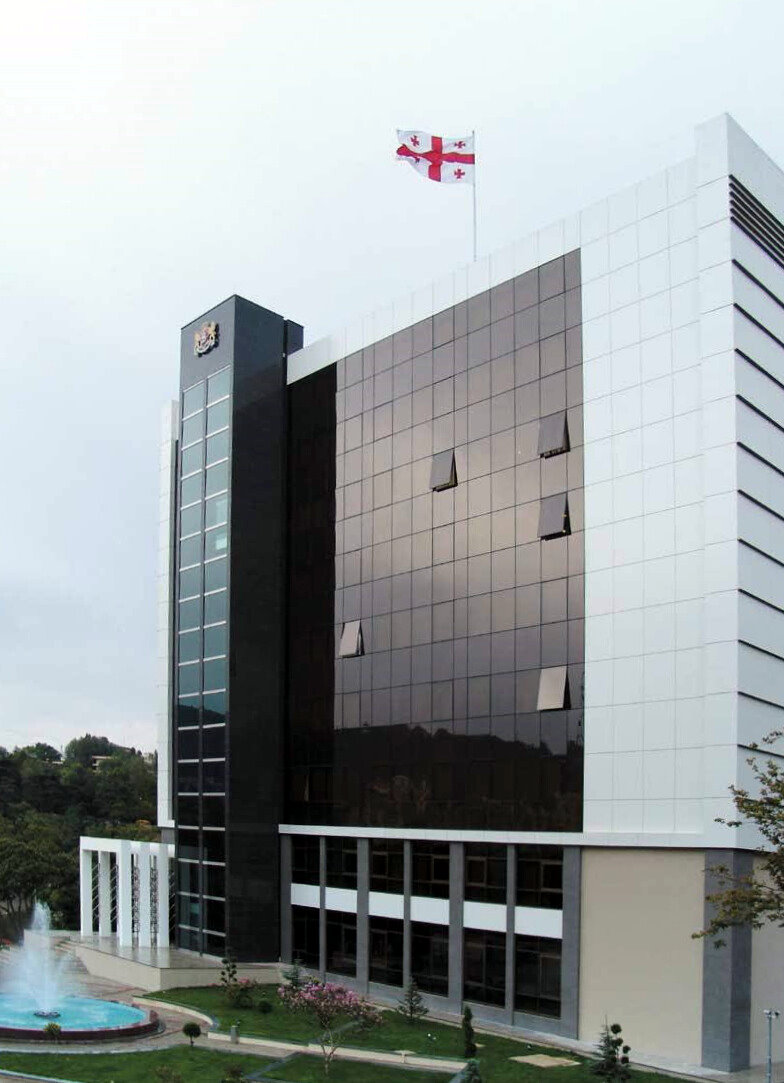
位於第比利斯的喬治亞國防部

國防部
- 格魯吉亞軍參謀本部
  - 陸軍司令部
  - 空軍司令部
  - 海軍司令部
  - 國家親衛隊
  - 補給支援局
  - 基礎設施局
  - 醫療支援局
  - 憲兵部
  - 情報部

## 組織

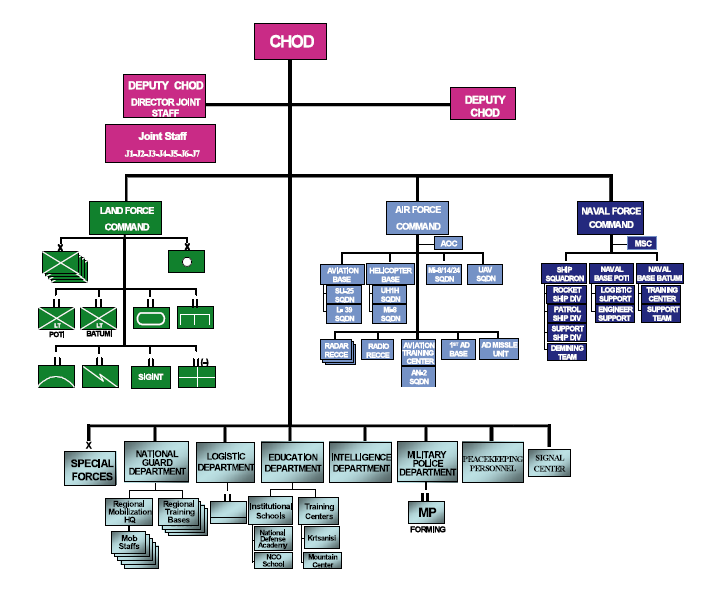
喬治亞軍事組織

格魯吉亞軍由陸軍、空軍、海軍與國家警備隊構成。
- 格魯吉亞陸軍
  - 總員21,739人 士官2,215人、下士官與士兵19,508人 文官16人[14]
- 格魯吉亞空軍
  - 總員1,813人[14]
- 格魯吉亞海軍
  - 總員892人 士官178人 下士官405人、徵集兵119人、文官42人[14]
- 國家警備隊

## 備註
1. ↑  .   [2009-02-15]. （原始内容存档于2020-10-31）.
2. ↑   (PDF).   [2004-09-14]. （原始内容 (PDF)存档于2004-09-14）.
3. ↑  南奥塞梯疏散妇孺准备迎战[永久]，新快報，2008年8月5日
4. ↑  http://rusnews.cn/xinwentoushi/20080807/42225500.html 誤判美將撐腰 格魯吉亞貿然出兵 （页面存档备份，存于），俄新網，2008年8月7日
5. ↑  《衛報》週評：歐洲國家忽視喬治亞的警訊 （页面存档备份，存于），破報，2008年8月14日
6. ↑  .   [2012-09-22]. （原始内容存档于2008-08-20）.
7. ↑  軍艦開入黑海封鎖格國‧俄拒停火衝突擴大 （页面存档备份，存于），星洲日報
8. ↑  南奧塞提亞首都幾成廢墟 格魯吉亞提停火 （页面存档备份，存于），中廣新聞網，2008-08-11翻閱
9. ↑  15,000 Russian troops in Georgia, U.S. administration officials say （页面存档备份，存于），CNN，2008年8月14日參閱
10. ↑  .   [2012-09-22]. （原始内容存档于2020-11-09）.
11. ↑  Russia tightens grip on Georgia despite ceasefire deal （页面存档备份，存于），AFP，2008年8月16日
12. ↑  俄軍總參謀部：俄羅斯不打算放棄南奧塞梯緩衝地帶 （页面存档备份，存于），俄新網，2008年08月22日
13. ↑  Russia: We've completed pullback （页面存档备份，存于），CNN，2008年8月23日
14. 1 2 3  格魯吉亞國防部官方網頁 （页面存档备份，存于）

## 外部連結
- 官方网站
- 维基共享资源上的相關多媒體資源：格鲁吉亚武装部队